# Флигель дома военного губернатора
Флигель дома военного губернатора — памятник градостроительства и архитектуры регионального значения в Нижнем Новгороде. 
Здание (флигель) построено в 1839—1841 годах по проекту архитектора А. Л. Леера и инженера П. Д. Готмана в стиле русского классицизма. Флигель, выстроенный в период переустройства города по указанию императора Николая I, входит в архитектурный ансамбль Нижегородского кремля. Расположен в юго-восточной части крепости. Является одним из ярких образцов русского классицизма в архитектуре Нижнего Новгорода.                    

## История
В 1830-х годах, после посещения Нижнего Новгорода императором Николаем I, в кремле начались работы по переустройству внутренней территории северо-восточной части средневековой крепости. По высочайшему повелению здесь было решено возвести дом военного губернатора, что нашло отражение в проекте 1835 года. С двух сторон здания проектировались два одинаковых по размеру флигеля, которые должны были фланкировать северную сторону Соборной площади, а сам дворец губернатора ставился строго по планировочной оси Спасо-Преображенского собора (1835, утрачен).
После того, как в данной части кремля было решено возвести здание арсенала, подверглись изменению планировка, расположение и архитектурное решение флигелей. Флигель, расположенный справа от дома губернатора, предназначался под хозяйственные нужды и гостиницу и представлял собой протяжённый каменный корпус с расширенной торцовой частью, примыкавшей к кремлёвской стене между Пороховой и Георгиевской башнями. Симметрично с противоположной стороны проектировалось здание гауптвахты.
Оформление фасадов флигеля разработал нижегородский архитектор А. Л. Леер, взяв за основу архитектурное решение здания арсенала, в основе которого лежали столичные постройки казарм и складов. Здание отмечено сочетанием арочных ниш с пилястрами дорического ордера. Окончательная планировка и фасады флигеля были утверждены в марте 1838 года. В разработке чертежей принял участие инженер П. Д. Готман, возглавлявший в 1836—1844 годах Строительный комитет об устройстве Нижнего Новгорода и руководивший возведением всех зданий в кремле в данный период.
Из-за того, что корпус флигеля примыкал к стене кремля, торцевая плоскость фасада здания оказалась немного развёрнутой по отношению к фасаду дома губернатора. Аналогично поступили и с корпусом гауптвахты, благодаря чему весь комплекс приобрёл более целостную панораму, органично вписанную в треугольный в плане участок земли. Усложнение планировки было подчёркнуто полуциркулярной металлической оградой, соединившей главный и боковые корпуса (ограда и корпус гауптвахты не сохранились). Планировка всего ансамбля периода классицизма была впервые зафиксирована на плане Нижнего Новгорода от 1853 года.
Флигель сохранялся в изначальном виде до революции 1917 года. В советское время использовался как общественное и административное здание. В начале 2000-х годов в нём разместился Аппарат губернатора и правительства Нижегородской области и Федеральный арбитражный суд Волго-Вятского округа. В 2004 году проведён капитальный ремонт всех интерьеров.